# Marc Juni Brutus (cònsol 178 aC)
Marc Juni Brutus (en llatí: Marcus Junius M. f. L. n. Brutus) va ser un magistrat romà del segle ii aC. Formava part de la gens Júnia, i era de la branca dels Juni Brutus, d'origen plebeu.
Va ser elegit tribú de la plebs l'any 195 aC, i juntament amb el seu col·lega, i possiblement germà, Publi Juni Brutus, va treballar per a impedir l'anul·lació de la Lex Oppia, que restringia les despeses de les dones romanes. Va ser nomenat pretor l'any 191 aC, i tenia jurisdicció sobre la ciutat mentre els seus col·legues la tenien a les províncies. Durant el seu període de pretor va dedicar un temple a la Magna Mater Idaea, una divinitat Frígia identificada amb Cíbele, moment en què es van celebrar per primer cop els anomenats Ludi Megalenses. El 189 aC va ser enviat com a ambaixador a l'Àsia per establir els termes de la pau amb Antíoc III el Gran.
Va ser elegit cònsol l'any 178 aC i va dirigir la guerra contra els istris, derrotant-los completament el 177 aC. L'any 171 aC va ser enviat com a ambaixador a l'Àsia per exigir assistència als aliats en la guerra contra Perseu de Macedònia. El 169 aC va ser candidat a la censura, però no va sortir elegit. Segurament va ser el pare de Marc Juni Brutus el jurista, i avi (fill de l'anterior) de l'acusador Marc Juni Brutus. També va ser pare de Dècim Juni Brutus Gal·laic (cònsol l'any 138 aC), avi de Dècim Juni Brutus (cònsol el 77 aC) i besavi de Dècim Juni Brutus Albí, un dels assassins de Juli Cèsar.
Segons Smith, el tribú de la plebs el 195 aC era el pare del cònsol el 178 aC, però generalment es considera un mateix personatge, de pare desconegut.